# Xian de Gonjo
Le xian de Gonjo (贡觉县 ; pinyin : Gòngjué Xiàn) est un district administratif de la région autonome du Tibet en Chine. Il est placé sous la juridiction de la préfecture de Qamdo.

## Démographie
La population du district était de 42 611 habitants en 1999.

## Personnalités
- Ani Patchen ou Ani Pachen (tibétain : ཨ་ནེ་དཔའ་ཆེན།, Wylie : A-ne Dpa'-chen) (1933-2002) était une nonne de l’école du bouddhisme tibétain qui a mené une petite armée de la résistance tibétaine contre les envahisseurs chinois. Elle a été capturée et a passé 21 années en prison.
- Karma Samdrup né dans le Xian de Gonjo en 1968 est un homme d'affaires et défenseur de l'environnement tibétain. Il a créé en 2005 une ONG pour la protection de la réserve naturelle des Sources des trois rivières dans la préfecture autonome tibétaine de Yushu de la province de Qinghai. Plusieurs prix l'ont récompensé de ces actions en faveur de l'environnement. Il est emprisonné depuis janvier 2010.